# Arnas Velička
Arnas Velička (Kaunas, 10 dicembre 1999) è un cestista lituano.

## Palmarès
- Campionato lituano: 1

Lietuvos Rytas: 2023-2024